# Специјална библиотека Рудника и термоелектране Гацко
Специјална библиотека Рудника и термоелектране Гацко према закону о библиотечкој дјелатности Републике Српске спада у специјалне библиотеке, а у надлежности је Јавног предузећа РиТЕ Гацко, пружајући услуге одређеној групи корисника у зависности од дјелатности организације у чијем је саставу. Библиотека је смјештена у просторијама РиТЕ-а у Гацку. Рад ове библиотеке регулисан је Упутством о раду специјалне библиотеке – библиотеке у саставу Јавног предузећа. Овим Упутством се разрађују прецизније законске одредбе из других аката које се односе на оснивање и рад специјалне библиотеке уз поштовање стандарда.

## Историјат
Са циљем да све стручне књиге буду на једном мјесту а информација доступна сваком раднику Јавног предузећа Рудника и Термоелектране Гацко, основана је ова библиотека 1984. године. Одређен је адекватан простор, набављене полице, сакупљене књиге стручне литературе, које су до тад стајале необрађене по многим канцеларијама и служиле појединцима. Оснивањем библиотеке омогућен је слободан приступ и кориштење литературе свим радницима предузећа и тако је основана локална капија знања у овом предузећу а циљ је остварен.

## Књижни фонд
Библиотечка грађа која се налази у саставу фонда специјалне библиотеке, односно фонда библиотеке у саставу Јавног Предузећа РиТЕ Гацко, садржи стручне књиге из области машинства, електротехнике, информатике, грађевине, рударства, права, економије, периодичне публикације, референтне литературе, аудио-визуелне записе, часописе, сужбене листове, магистарске, докторске и стручне радове. Укупан број књижног фонда библиотеке износи 6 152 каталошке јединице обрађене у књизи инвентара библиотеке.